# Unbewohnte Insel
Eine unbewohnte Insel ist eine selbst bei Tidehochwasser über den Meeresspiegel hinausragende, völlig von Wasser umschlossene Landmasse, die entweder nie von Menschen bewohnt war oder seit längerer Zeit nicht mehr dauerhaft besiedelt ist. Weltweit sind die meisten der in den Meeren und Binnengewässern gelegenen Inseln unbewohnt.

## Allgemein
Es gibt zahlreiche Gründe, warum eine Insel oder gar eine ganze Inselgruppe nicht oder nicht mehr bewohnt ist: Manche Inseln verfügen über kein Trinkwasser, andere liegen in unwirtlichen Gegenden mit extremen Temperaturschwankungen (Arktis oder Antarktis), wieder andere dienten in der Vergangenheit als Gelände für Kernwaffentests und sind damit für Tausende von Jahren unbewohnbar. Andere Inseln sind einfach zu klein, um dauerhaft besiedelt zu werden oder liegen zu nahe an größeren, attraktiven Ansiedlungen auf dem Festland. Daneben gibt es Inseln, deren einzige staatliche (beispielsweise Alcatraz) oder militärische Nutzung (beispielsweise das Johnston-Atoll) entfallen ist.
Die beiden Inseln Devon Island (55.247 km²) und Melville Island (42.149 km²) im kanadisch-arktischen Archipel sind die größten unbewohnten Inseln der westlichen Arktis. Es gibt dort noch sechs weitere unbewohnte Inseln, die jeweils größer als 10.000 km² sind sowie unzählige kleinere. In der östlichen Arktis liegt die unbewohnte Nordinsel von Nowaja Semlja (47.300 km²) und ebenfalls sechs weitere über 10.000 km² im sibirischen Nordpolarmeer (zu Sewernaja Semlja und den neusibirischen Inseln). Ihre antarktischen „Pendants“ sind die Alexander-I.-Insel mit 49.070 km² und die Berkner-Insel 43.873 km², die allerdings beide ganzjährig durch das Schelfeis mit dem Festland verbunden sind.
Die größte unbewohnte Insel außerhalb der Polargebiete ist die rund 460 km² große Auckland-Insel südlich von Neuseeland.

## Abgrenzungsfragen
Eine Insel, auf der lediglich ein Leuchtturm oder eine ähnliche Einrichtung vorhanden ist, gilt selbst dann als unbewohnt, wenn sich dort Personen – etwa zwecks Wartung der Anlagen, oder als Tierschutz-Aufseher – aufhalten. Strittig ist, ob ein ganzjährig besetzter Leuchtturm oder eine stets besetzte Forschungsstation aus einer unbewohnten Insel eine bewohnte Insel machen.